# Vòng loại Giải vô địch bóng đá thế giới 2026 – Khu vực châu Âu (Bảng I)
Vòng loại Giải vô địch bóng đá thế giới 2026 khu vực châu Âu – Bảng I là một trong 12 bảng đấu của UEFA tại vòng loại Giải vô địch bóng đá thế giới để xác định những đội tuyển giành quyền tham dự giải vô địch bóng đá thế giới 2026 tại Canada, Mexico và Hoa Kỳ. Bảng I bao gồm 5 đội tuyển: Estonia, Israel, Ý, Moldova và Na Uy. Các đội sẽ thi đấu với nhau trên sân nhà và sân khách theo thể thức vòng tròn tính điểm từ tháng 3 đến tháng 11 năm 2025. Tuy nhiên, vì Ý đã tham dự vòng tứ kết Nations League A vào tháng 3 nên đội tuyển này sẽ bắt đầu chiến dịch vòng loại vào tháng 6 năm 2025. 
Đội nhất bảng sẽ trực tiếp giành quyền tham dự World Cup 2026, còn đội nhì bảng sẽ tiến vào vòng 2 (vòng play-off).

## Bảng xếp hạng
| VT | Đội     | ST | T | H | B | BT | BB | HS  | Đ  | Giành quyền tham dự |     | Na Uy   | Israel  | Ý     | Estonia | Moldova |
| -- | ------- | -- | - | - | - | -- | -- | --- | -- | ------------------- | --- | ------- | ------- | ----- | ------- | ------- |
| 1  | Na Uy   | 4  | 4 | 0 | 0 | 13 | 2  | +11 | 12 | FIFA World Cup 2026 |     | —       | 11 th10 | 3–0   | 13 th11 | 9 th9   |
| 2  | Israel  | 3  | 2 | 0 | 1 | 7  | 6  | +1  | 6  | Vòng 2              |     | 2–4     | —       | 8 th9 | 2–1     | 16 th11 |
| 3  | Ý       | 2  | 1 | 0 | 1 | 2  | 3  | −1  | 3  |                     |     | 16 th11 | 14 th10 | —     | 5 th9   | 2–0     |
| 4  | Estonia | 4  | 1 | 0 | 3 | 5  | 8  | −3  | 3  |                     | 0–1 | 1–3     | 11 th10 | —     | 14 th10 |         |
| 5  | Moldova | 3  | 0 | 0 | 3 | 2  | 10 | −8  | 0  |                     | 0–5 | 5 th9   | 13 th11 | 2–3   | —       |         |

## Các trận đấu
Lịch thi đấu được công bố bởi UEFA sau khi bốc thăm. Thời gian là CET/CEST, được liệt kê bởi UEFA (giờ địa phương, nếu có sự khác biệt, sẽ được hiển thị trong ngoặc đơn).
| Moldova | 0-5                             | Na Uy                                                                |
| ------- | ------------------------------- | -------------------------------------------------------------------- |
|         | Chi tiết (FIFA) Chi tiết (UEFA) | - Ryerson 5' - Haaland 23' - Aasgaard 38' - Sørloth 43' - Dønnum 69' |

| Israel                       | 2-1                             | Estonia        |
| ---------------------------- | ------------------------------- | -------------- |
| - Hein 23' (l.n.) - Dasa 75' | Chi tiết (FIFA) Chi tiết (UEFA) | - Paskotši 10' |

| Moldova                           | 2-3                             | Estonia                                 |
| --------------------------------- | ------------------------------- | --------------------------------------- |
| - Nicolaescu 67' - Caimacov 90+1' | Chi tiết (FIFA) Chi tiết (UEFA) | - Peetson 19' - Sappinen 30' - Käit 70' |

| Israel                          | 2-4                             | Na Uy                                                     |
| ------------------------------- | ------------------------------- | --------------------------------------------------------- |
| - Abu Fani 55' - Turgeman 90+3' | Chi tiết (FIFA) Chi tiết (UEFA) | - Møller Wolfe 39' - Sørloth 59' - Ajer 65' - Haaland 83' |

| Estonia    | 1-3                             | Israel                                  |
| ---------- | ------------------------------- | --------------------------------------- |
| - Käit 31' | Chi tiết (FIFA) Chi tiết (UEFA) | - Biton 39', 49' - Abu Fani 89' (ph.đ.) |

| Na Uy                                  | 3-0                             | Ý |
| -------------------------------------- | ------------------------------- | - |
| - Sørloth 14' - Nusa 34' - Haaland 42' | Chi tiết (FIFA) Chi tiết (UEFA) |   |

| Estonia | 0-1                             | Na Uy         |
| ------- | ------------------------------- | ------------- |
|         | Chi tiết (FIFA) Chi tiết (UEFA) | - Haaland 62' |

| Ý                              | 2-0                             | Moldova |
| ------------------------------ | ------------------------------- | ------- |
| - Raspadori 40' - Cambiaso 50' | Chi tiết (FIFA) Chi tiết (UEFA) |         |

| Moldova | v                               | Israel |
| ------- | ------------------------------- | ------ |
|         | Chi tiết (FIFA) Chi tiết (UEFA) |        |

| Ý | v                               | Estonia |
| - | ------------------------------- | ------- |
|   | Chi tiết (FIFA) Chi tiết (UEFA) |         |

| Israel | v                               | Ý |
| ------ | ------------------------------- | - |
|        | Chi tiết (FIFA) Chi tiết (UEFA) |   |

| Na Uy | v                               | Moldova |
| ----- | ------------------------------- | ------- |
|       | Chi tiết (FIFA) Chi tiết (UEFA) |         |

| Na Uy | v                               | Israel |
| ----- | ------------------------------- | ------ |
|       | Chi tiết (FIFA) Chi tiết (UEFA) |        |

| Estonia | v                               | Ý |
| ------- | ------------------------------- | - |
|         | Chi tiết (FIFA) Chi tiết (UEFA) |   |

| Estonia | v                               | Moldova |
| ------- | ------------------------------- | ------- |
|         | Chi tiết (FIFA) Chi tiết (UEFA) |         |

| Ý | v                               | Israel |
| - | ------------------------------- | ------ |
|   | Chi tiết (FIFA) Chi tiết (UEFA) |        |

| Na Uy | v                               | Estonia |
| ----- | ------------------------------- | ------- |
|       | Chi tiết (FIFA) Chi tiết (UEFA) |         |

| Moldova | v                               | Ý |
| ------- | ------------------------------- | - |
|         | Chi tiết (FIFA) Chi tiết (UEFA) |   |

| Israel | v                               | Moldova |
| ------ | ------------------------------- | ------- |
|        | Chi tiết (FIFA) Chi tiết (UEFA) |         |

| Ý | v                               | Na Uy |
| - | ------------------------------- | ----- |
|   | Chi tiết (FIFA) Chi tiết (UEFA) |       |

## Cầu thủ ghi bàn
Đang có 29 bàn thắng ghi được trong 8 trận đấu, trung bình 3.62 bàn thắng mỗi trận đấu (tính đến ngày 9 tháng 6 năm 2025).
4 bàn
- Erling Haaland

3 bàn
- Alexander Sørloth

2 bàn
- Mattias Käit
- Mohammad Abu Fani
- Dan Biton

1 bàn
- Maksim Paskotši
- Rasmus Peetson
- Rauno Sappinen
- Eli Dasa
- Dor Turgeman
- Mihail Caimacov
- Ion Nicolaescu
- Thelo Aasgaard
- Kristoffer Ajer
- Aron Dønnum
- David Møller Wolfe
- Antonio Nusa
- Julian Ryerson
- Andrea Cambiaso
- Giacomo Raspadori

1 bàn phản lưới nhà
- Karl Hein (trong trận gặp Israel)